# Flor Fernandez
Florina Fernandez (São Caetano do Sul, 4 de setembro de 1964), mais conhecida como Flor, é uma apresentadora brasileira. Tornou-se conhecida como jurada do programa Show de Calouros do SBT, nos anos 80.

## Carreira
Seu primeiro contato com Silvio Santos, ainda criança, entre 1967 e 1968, surgiu quando foi junta com o avô receber um prêmio do Baú da Felicidade, logo em seguida passando a desejar trabalhar com o apresentador.
Seu trabalho no SBT teve início com uma competição de dança, a qual foi a ganhadora, e onde conseguiu conversar com Silvio Santos e começar a trabalhar no SBT como caloura, passando pelos programas Caldeirão da Sorte e Programa Bozo, onde interpretou a personagem Bozolinda. Posteriormente, tornou-se jurada no Show de Calouros, onde ganhou repercussão nacional.
Investiu em uma breve carreira como cantora, porém acabou não dando certo, decidindo então comandar os programas Casa & Cia, na TV Jornal, afiliada da TV Cultura, e Versátil & Atual, na Rede Família, emissora de televisão do Grupo Record. De 2011 a 2022, participou do quadro Jogo dos Pontinhos do Programa Silvio Santos. Também foi escalada para apresentar, desde 2020, os programas Fofocalizando e Triturando, nas tardes da emissora.
No dia 15 de setembro de 2024, um dia antes da estreia, Flor foi revelada como uma dos 20 participantes do reality show A Fazenda 16. No dia 12 de dezembro de 2024, Flor é eliminada do reality junto de sua companheira de reality Luana Targino em uma roça especial, com eliminação dupla, ao lado dos atores Sacha Bali e Gui Vieira. Flor teve 15,81% de votos para sua permanência no reality, porém, acabou sendo eliminada do mesmo jeito.

## Vida pessoal
Em 2021, Flor revelou que foi vítima de abuso sexual aos 18 anos de idade. O ato brusco foi cometido por um homem que se aproveitou do seu interesse em inscrever-se em um concurso de miss.

## Filmografia

### Televisão
| Ano     | Programa               | Cargo                    | Notas                      |
| ------- | ---------------------- | ------------------------ | -------------------------- |
| 1982–87 | Programa Bozo          | Bozolinda                |                            |
| 1985–87 | Caldeirão da Sorte     | Apresentadora            |                            |
| 1987–96 | Show de Calouros       | Jurada e apresentadora   |                            |
| 2007–08 | Casa & Cia             | Apresentadora            |                            |
| 2009–19 | Versátil & Atual       | Apresentadora            |                            |
| 2011–22 | Programa Silvio Santos | Painelista               | Quadro: Jogo dos Pontinhos |
| 2020–24 | Fofocalizando          | Apresentadora            |                            |
| 2024    | A Fazenda              | Participante (9.º lugar) | Temporada 16               |

## Discografia
- Vem Dançar Comigo (1990)
- Dance Music (1992)
- A Conga (1995)